# Leonardo Corvalán
Leonardo Antonio Corvalán Morales (Santiago de Chile - 1 de febrero de 1974), conocido como Toño, es un baterista Chileno, conocido por haber sido el baterista de la banda de Funk rock, Chancho en Piedra. Actualmente es el baterista de la banda Los Mox. También fue el baterista de la serie de televisión y banda musical 31 minutos, y también es uno de los 2 bateristas de la banda chilena Los Morton. Desde pequeño se sentía atraído por la música, ha tenido influencias de Chad Smith, baterista de Red Hot Chili Peppers, es reconocido hincha de Audax Italiano.